# Fédération nationale des mutuelles des travailleurs
La Fédération nationale des mutuelles des travailleurs (FNMT) est une fédération de mutuelles qui a existé entre 1960 et 1986, avant de fusionner avec d'autres mutuelles pour fonder la Fédération des mutuelles de France.

## Histoire
Après la loi de 1946 sur les comités d'entreprises, des sociétés mutualistes d'assurances se créent, souvent sous l'impulsion de militants de la Confédération générale du travail. Pour cette raison, elles ne peuvent adhérer à la Fédération nationale de la mutualité française. Elles créent alors plusieurs unions régionales ou locales. En 1960, quatre de ces mutuelles se fédèrent au sein de la Fédération nationale des mutuelles ouvrières (FNMO). En 1968, elle revendique 800 000 adhérents. La même année, elle se renomme Fédération nationale des mutuelles de travailleurs. En 1972, elle rassemble près de deux millions de mutualistes, selon ses dires, soit un dixième de l'ensemble.
En 1986, elle se rassemble avec d'autres mutuelles pour former la Fédération des mutuelles de France.